# Свортмор (Пенсільванія)
Свортмор (англ. Swarthmore) — місто (англ. borough) в США, в окрузі Делавер штату Пенсільванія. Населення — 6543 особи (2020).

## Географія
Свортмор розташований за координатами 39°54′8″ пн. ш. 75°20′55″ зх. д. / 39.90222° пн. ш. 75.34861° зх. д. (39.902321, -75.348744).  За даними Бюро перепису населення США в 2010 році місто мало площу 3,63 км², уся площа — суходіл.

## Демографія
Згідно з переписом 2010 року, у селищі мешкали 6194 особи в 1963 домогосподарствах у складі 1327 родин. Густота населення становила 1708 осіб/км².  Було 2081 помешкання (574/км²).
Расовий склад населення:
| - 82,5 % — білих - 7,7 % — азіатів - 5,0 % — чорних або афроамериканців - 0,3 % — корінних американців - 0,1 % — вихідців з тихоокеанських островів |

До двох чи більше рас належало 3,8 %. Частка іспаномовних становила 4,9 % від усіх жителів.
За віковим діапазоном населення розподілялося таким чином: 20,7 % — особи молодші 18 років, 66,9 % — особи у віці 18—64 років, 12,4 % — особи у віці 65 років та старші. Медіана віку мешканця становила 30,8 року. На 100 осіб жіночої статі у селищі припадало 89,5 чоловіків;  на 100 жінок у віці від 18 років та старших — 87,1 чоловіків також старших 18 років.
Середній дохід на одне домашнє господарство  становив 153 955 доларів США (медіана — 101 686), а середній дохід на одну сім'ю — 201 102 долари (медіана — 144 570). Медіана доходів становила 92 188 доларів для чоловіків та 85 083 долари для жінок. За межею бідності перебувало 2,3 % осіб, у тому числі 0,0 % дітей у віці до 18 років та 0,0 % осіб у віці 65 років та старших.
Цивільне працевлаштоване населення становило 3129 осіб. Основні галузі зайнятості: освіта, охорона здоров'я та соціальна допомога — 46,8 %, науковці, спеціалісти, менеджери — 11,8 %, мистецтво, розваги та відпочинок — 7,4 %, виробництво — 5,8 %.